# 春咲巴香
春咲 巴香（はるさき ともか、3月19日‐）は、元OSK日本歌劇団の娘役スター。三重県津市出身。出身校は高田高等学校。A型。

## 略歴
もともとOSKのファンで、憧れていたという。
1997年、日本歌劇学校入学。第72期生。同期に伊織はやと、如月瞳、平松沙理、森野木乃香らがいる。
1999年、OSK日本歌劇団入団。近鉄劇場『魔剣士』で初舞台を踏む。
2007年より若手娘役ユニット「チェリー・ガールズ」のリーダーを務める。
2008年、大阪松竹座『春のおどり』をもって退団。

## 主な舞台
- 2004年4月 - 大阪松竹座 『春のおどり 桜咲く国・ルネッサンス』
- 2005年12月～2006年2月 - 大阪松竹座・名鉄ホール・天王洲アートスフィア - 『わが歌ブギウギ』※外部出演
- 2006年5月 - 世界館『Dancer～君がいたから～』アン・シャーレー
- 2007年5月 - 世界館『La.fleur～咲き誇れ華やかに～』
- 2007年11月 - 南座『NewOSK レビュー in KYOTO 源氏千年夢絵巻 ロマンス・シャイニングOSKベストセレクション』葵の上
- 2008年4月 - 大阪松竹座『春のおどり お祝い道中～浪花ともあれ桜花爛漫・DreamStep』